# Tukucha Nala
Tukucha Nala (nep. टुकुचा नाला) – gaun wikas samiti w środkowej części Nepalu w strefie Bagmati w dystrykcie Kavrepalanchok. Według nepalskiego spisu powszechnego z 2001 roku liczył on 893 gospodarstw domowych i 4880 mieszkańców (2544 kobiet i 2336 mężczyzn).